# フォー・ザ・グローリー・オブ・ナッシング
『フォー・ザ・グローリー・オブ・ナッシング』（For the Glory of Nothing）は、タロットのアルバム。1998年発表。オリジナル・アルバムとしては今作で、コンピレーション・アルバムを含めれば次作『シャイニング・ブラック』でタロットとしての活動は一旦終了する。

## 収録曲
1. クロールスペース Crawlspace
2. ウォーヘッド Warhead
3. アイム・ヒア I'm Here
4. シャイニング・ブラック Shining Black
5. ビヨンド・トロイ Beyond Troy
6. ダーク・スター・バーニング Dark Star Burning
7. スコージャー The Scourger
8. ゴースツ・オブ・ミー Ghosts Of Me
9. パニッシュメント The Punishment
10. アイス Ice
11. ロコモーティブ・ブレス（ボーナス・トラック）

## 参加ミュージシャン
- Marco Hietala - ベース、ボーカル
- Zachary Hietala - ギター
- Janne Tolsa - キーボード
- Pecu Cinnari - ドラムス
- Nalle Rissanen - ギター
- Timo Kotipelto - バッキング・ボーカル
- Hannu Leiden - バッキング・ボーカル